# نیکرسون ۲۱۴۶۳
سیارک ۲۱۴۶۳ (به انگلیسی: 21463 Nickerson، نامگذاری:1998HX78) بیست و یک هزار و چهارصد و شصت و سومین سیارک کشف شده‌است که در ۲۱ آوریل ۱۹۹۸ کشف شد.
قدر مطلق سیارک برابر ۱۳.۵ است.